# Pierre Laromiguière
Pierre Laromiguière, né à Livinhac-le-Haut (Rouergue) le 3 novembre 1756 et mort à Paris le 12 août 1837, est un  philosophe français, membre du Tribunat, puis professeur de philosophie à la Sorbonne.
Il s'est choisi comme suppléant en 1823 Séverin de Cardaillac (1766-1845) ainsi qu'Aristide Valette, en 1829.

## Biographie
Il a d'abord enseigné dans des collèges en province de 1773 à 1792 en tant que professeur de philosophie notamment à Toulouse de 1784 à 1792. Il n'eut aucun succès et s'attira le mécontentement du Parlement français par sa thèse sur les droits de propriété en relation avec la fiscalité. Il vint par la suite à Paris où il suit les cours de l'École normale supérieure en 1795. Il fut nommé professeur de logique à l'École normale et donna un cours au Prytanée français où il fut également bibliothécaire en 1803-1804. En 1799, il devint membre du Tribunat. En 1809, il devint professeur de philosophie à la Faculté des lettres de Paris et en 1833 entra à l'Académie des sciences morales et politiques. En 1793, il publia Projet d'éléments de métaphysique, un travail caractérisé par la lucidité et l'excellence de son style. Il écrivit également deux Mémoires, qu'il lut devant l'Institut, Les Paradoxes de Condillac (1805) et Le Cours de philosophie (1815-1818). De 1811 à 1833, il participe à plusieurs dizaines de soutenances de thèses de doctorat ès lettres, en qualité de membre du jury. 
La philosophie de Laromiguière est une révolte contre la psychologie physiologique extrême des scientifiques naturalistes, comme Cabanis. Il distinguait entre les phénomènes psychologiques, qui peuvent être attribués directement à des causes purement physiques, et les actions de l'âme qui naissent à l'intérieur d'elle-même. La psychologie n'était pas pour lui une branche de la physiologie, et d'autre part il ne donnait pas à sa théorie une base métaphysique abstruse. Élève de Condillac (1715-1780) et redevable pour une grande partie de son idéologie à Destutt de Tracy, il attachait une très haute importance à « l'attention » en tant que faculté psychique. C'est l'attention qui fournit les faits et les groupes de comparaison et qui les combine, pendant que la raison systématise et explique. L'âme est active dans ses choix, c'est-à-dire qu'elle est dotée de libre-arbitre, et donc est immortelle. Pour les sciences naturelles comme méthode de découverte, il n'avait aucun respect. Il pensait que ses jugements sont, au mieux, des déclarations d'identité, et que ses prétendues découvertes ne sont au mieux que la réitération, sous une forme nouvelle, de truismes précédents.
Laromiguière n'était pas le premier à développer de tels points de vue, il devait beaucoup à Condillac, à Destutt de Tracy et à Cabanis. L'exactitude de sa langue et la pureté de son style ont donné à ses travaux une grande influence, en particulier sur Armand Marrast, Séverin de Cardaillac, Jean Saphary et Victor Cousin. Une de ses conférences à l'École normale a si fortement impressionné Cousin qu'il a décidé sur-le-champ de se consacrer à l'étude de la philosophie. Jouffroy et Hippolyte Taine s'accordent pour voir en lui un des grands penseurs du XIXe siècle.
La rue Laromiguière dans le 5e arrondissement de Paris porte en hommage son nom depuis 1867.

## Œuvres
- Projets d'éléments de Métaphysique, 1793
- La Langue des calculs, 1797
- Paradoxes de Condillac, 1805
- Leçons de philosophie, ou Essais sur les facultés de l'âme, 2 vol., 1815-1817 Texte en ligne 1 2

## Éléments de bibliographie
- Damiron, Essai sur la philosophie en France au XIXe siècle
- Biran, Examen des leçons de philosophie
- Victor Cousin, De Methodo sive de Analysi
- Daunou, Notice sur Laromiguière
- Hippolyte Taine, Les Philosophes classiques du XIXe siècle
- Gatien-Arnoult, Étude sur Laromiguière
- Gabriel Compayré, Notice sur Laromiguière
- Marin Ferraz, Spiritualisme et Libéralisme
- F. Picavet, Les Idéologues.
- Alfaric, Laromiguière et son école, 1929

## Sources
- (en) Cet article est partiellement ou en totalité issu de l’article de Wikipédia en anglais intitulé « Pierre Laromiguière » (voir la liste des auteurs).

1. 1 2  Christophe Charle, « 67. Laromiguière (Pierre) », Publications de l'Institut national de recherche pédagogique, vol. 2, no 1,‎ 1985, p. 111–113 (lire en ligne, consulté le 16 juillet 2020).
2. ↑  https://eslettres.bis-sorbonne.fr/notice/Doctorant/14637, consulté le 11 décembre 2023.